# Chiaverano
Chiaverano (Ciavran in piemontese) è un comune italiano di 1 969 abitanti della città metropolitana di Torino in Piemonte, situato a 7 km a nord di Ivrea.

## Geografia fisica
Chiaverano è situato all'estremo limite settentrionale del Canavese, nella zona morenica della Serra di Ivrea, in Piemonte. Con un territorio di circa 12 km², si sviluppa tra una quota minima di 237 metri ed una massima di 792 metri. La zona a nord confinante con Andrate è caratterizzata da   boschi di castagni, i vecchi terrazzamenti costituiti da muretti a secco, sono coltivati a vite.
 Nella parte sud  si trovano il lago Sirio diviso a metà con Ivrea ed il lago di campagna diviso con cascinette d'Ivrea. A ovest il monte Margut ed il Montesino fanno da confine con Montalto Dora mentre nella parte Nord occidentale, al confine con Borgofranco d'Ivrea, si trova il laghetto della Valletta. Il territorio comunale comprende un tratto di Serra andando fino al torrente Viona che segna il confine con il Biellese.
Al di fuori dell'abitato a nord sorge la frazione di Bienca Tomalino dove si svolge il carnevale dei tomini. Sparse per il territorio comunale vi sono parecchie borgate e regioni, tra cui i casali Montresco.

## Caratteristiche del comune
Molto apprezzato è il rosmarinus officinalis prodotto in loco che trova il clima e il terreno ideale per crescere particolarmente rigoglioso e profumato e per il quale è nata addirittura l'Associazione per il Rosmarino.
Conosciuti in tutto il Canavese sono i suoi tomini, un tipico formaggio prodotto da un'azienda artigianale del posto. Ubicata al centro del paese, da generazioni è attiva la distilleria Revel Chion che trasforma le vinacce prodotte dai contadini del posto ed i suoi cioccolatini alla grappa sono esportati anche in America.
Non mancano mete turistiche, costituite da passeggiate, chiesette, cappelle, una torbiera, la Bottega del frer (un piccolo museo degli antichi mestieri).
 
Inoltre è presente il Suzuki Talent Center, un'iniziativa ormai ventennale, preposta a individuare e seguire negli studi, giovanissimi talenti vocati allo studio del violino. Il 15 aprile 2007 si è tenuto il concerto di inaugurazione per il termine dei lavori di restauro dell'organo della Chiesa di San Silvestro. L'organo, realizzato tra il 1793 e il 1796 da Giovanni Bruna, è il più importante fra quelli di scuola piemontese e risulta fra i grandi strumenti del 700, uno dei pochi rimasti in Italia. Il lavoro di restauro, compreso la canteria, sotto il controllo della Soprintendenza ai Beni Culturali, è stata finanziata dalla CEI, enti pubblici e privati, nonché da un'associazione fondata tempo addietro dagli stessi cittadini del paese, nata col preciso scopo del restauro dello strumento.
Chiaverano fa parte di "Cittaslow", una rete di città del buon vivere.

## Storia
Un antico documento testimonia la sua fondazione nel 1251.
Negli anni della seconda guerra mondiale, tra il 1940 e il 1943, furono internati a Chiaverano 15 profughi ebrei (inclusi una bambina), provenienti dai Balcani. Dopo l'8 settembre 1943, con l'occupazione tedesca, il gruppo immediatamente si dette alla fuga. Alla fine tutti gli internati riuscirono a salvarsi (trovando per lo più rifugio in Svizzera).

### Simboli
Stemma d'azzurro, al castello d'argento, torricellato di due, merlato alla guelfa, aperto e finestrato del campo, sormontato da due chiavi d'oro con gli ingegni rivolti in basso e poste in croce di sant'Andrea. Ornamenti esteriori da Comune (D.P.R. del 16 gennaio 1961)

## Monumenti e luoghi d'interesse

### Architetture religiose
La romanica chiesa di Santo Stefano di Sessano è ciò che rimane del borgo di Sessano, situato sul promontorio roccioso a est del paese di Chiaverano, abbandonato forse in seguito ad una frana.
Nel centro del paese si trova la parrocchiale di San Silvestro ed il suo alto campanile.

### Castello di San Giuseppe
Il Castello di San Giuseppe prospetta sul lago Sirio e la zona in cui si erge è ritenuta uno dei più antichi luoghi di insediamento umano.

### Museo "La Bottega del Frer"
Il museo, collocato all'interno di un'officina di fabbro ferraio risalente ai primi anni del Settecento, è tuttora in grado di muovere le macchine operatrici situate nel primo locale della bottega, attraverso una ruota idraulica. Nella sala della forgiatura sono invece visibili tutte le attrezzature per la lavorazione del ferro oltre ad una vasta serie di prodotti; nell'ultima sala si segnala, tra le varie tecnologie, quella relativa alla costruzione di pesi, misure e stadere. Di rilievo è inoltre un vasto campionario di serrature e attrezzi per l'agricoltura.

Il museo aderisce al progetto Rete Museale AMI che prevede una valorizzazione e promozione del patrimonio museale dell'Anfiteatro Morenico d'Ivrea.

## Società

### Evoluzione demografica
Abitanti censiti

### Etnie e minoranze straniere
Secondo i dati Istat al 31 dicembre 2017, i cittadini stranieri residenti a Chiaverano sono 109, così suddivisi per nazionalità, elencando per le presenze più significative:
1. Romania, 62

## Amministrazione
Di seguito è presentata una tabella relativa alle amministrazioni che si sono succedute in questo comune.
| Periodo          | Periodo        | Primo cittadino            | Partito                       | Carica  | Note  |
| ---------------- | -------------- | -------------------------- | ----------------------------- | ------- | ----- |
| 3 settembre 1987 | 25 maggio 1990 | Pierluigi Scanabue         | Partito Repubblicano Italiano | Sindaco | [ 9 ] |
| 25 maggio 1990   | 24 aprile 1995 | Rudi Ravera Chion          | Partito Comunista Italiano    | Sindaco | [ 9 ] |
| 24 aprile 1995   | 14 giugno 1999 | Rudi Ravera Chion          | centro-sinistra               | Sindaco | [ 9 ] |
| 14 giugno 1999   | 14 giugno 2004 | Rudi Ravera Chion          | centro-sinistra               | Sindaco | [ 9 ] |
| 14 giugno 2004   | 8 giugno 2009  | Giancarlo Tonino           | lista civica                  | Sindaco | [ 9 ] |
| 8 giugno 2009    | 26 maggio 2014 | Maurizio Angelo Fiorentini | lista civica                  | Sindaco | [ 9 ] |
| 26 maggio 2014   | 27 maggio 2019 | Maurizio Angelo Fiorentini | lista civica Progetto comune  | Sindaco | [ 9 ] |
| 27 maggio 2019   | in carica      | Maurizio Angelo Fiorentini | lista civica Progetto comune  | Sindaco | [ 9 ] |

### Gemellaggi
- Mane

### Altre informazioni amministrative
Il comune faceva parte della Comunità montana Val Chiusella, Valle Sacra e Dora Baltea Canavesana.